# 第3次リーフ戦争
第3次リーフ戦争（だい3じリーフせんそう、3rd Rif War）はスペイン・モロッコ戦争と呼ばれる一連の紛争の一つで、スペイン王国とリーフ地方ベルベル人（リーフ族が多数）の部族国家リーフ共和国の間で行われた戦争。

## 概要
三度に亘るリーフ地方ベルベル人（リーフ族が多数）の反乱の中で最も規模が大きい為、単にリーフ戦争と呼ぶ場合には同戦争を指す事も多い。第一次世界大戦と第二次世界大戦の間に起きた戦争でもあり、「戦間期の戦争」（Interwar Period）とも呼ばれる。
初めは小規模な部族勢力に対する攻撃であったが長期戦化し、多数の兵力や戦車・航空機など新鋭兵器の投入に加え、毒ガス攻撃まで行われての大規模戦争に発展した。戦争の前半部はリーフ側が勇戦を続けていたが、フランスの参戦を招いて敗れた。

## 経緯

### モロッコ領有問題
シモン・ボリーバルの反乱、米西戦争での敗北など立て続けに植民地を失い、国内経済も衰退していたスペインは、植民地戦争の一つの終結点であるアフリカ分割でもスペイン領サハラ（西サハラ）・スペイン領モロッコ（モロッコ北部）・スペイン領ギニア（赤道ギニア）しか得られなかった。その中で比較的有望であったのがモロッコであり、北アフリカで最も欧州大陸部に近い同地はドイツ・フランスが領有を争う中（第一次モロッコ事件、第二次モロッコ事件）、スペインもまたリーフ地方ベルベル人が居住するモロッコ北部にたびたび軍事干渉を繰り返していた（スペイン・モロッコ戦争、第1次リーフ戦争、第2次リーフ戦争）。
モロッコを切り取ろうとする争いはアフリカ分割の過程で、フランスとアラウィー朝モロッコ間で交わされたフェス条約によりフランスが大部分を獲得する一方、仏西条約にて北部沿岸部の実効支配に成功したスペインへ与えられた。このスペイン領モロッコと名づけられた植民地は、行政上はモロッコのスルタンから委任された形をとっていたが、実際にはスペイン人総督が支配を行った。

### ベルベル人との対立
以前からベルベル人はしばしばスペイン・フランスに反旗を翻して来たが、部族制度が強く残るベルベル人達は団結できずに各個撃破されるのが常だった。しかしスペイン領モロッコでは第2次リーフ戦争でスペイン軍に大苦戦を強いたリーフ地方ベルベル人が台頭し始めていた。彼らに脅威を感じたスペイン政府はスペイン領モロッコの安定化の為に軍の派遣を決定、マヌエル・シルベストロ将軍率いる2万名近い軍勢を派遣した。対するリーフ地方ベルベル人はかつて植民地政府で行政官を務め、後に反スペインに転じた族長アブド・アルカリームの元で3000人の民兵を組織して迎え撃つ事になった。

## 戦闘

### 事前戦力
- スペイン軍

モロッコに駐留するスペイン軍は本国民の兵士と、現地召集の傭兵部隊（アスカリ）からなった。本国人からなるスペイン兵部隊は機関銃や大砲など近代的装備を持ちつつも士気･錬度共に劣悪で、士官･将校の質も有能とは言い難かった。スペイン・アフリカ軍と呼ばれる精鋭部隊も存在しており、1911年以降からこの部隊はベルベル人兵士を動員するようになっている。また戦争の後半からスペイン軍はフランス外人部隊を参考にしたスペイン外人部隊を組織して前線に派遣した。彼らの半数近くは軍に参加しなかったスペイン人や南米の移民2世などからなったが、やはり4分の1は外国人から構成された。外人部隊はホセ・ミリャン・アストライによって組織され、フランシスコ・フランコにより指揮が行われた。
- リーフ軍

リーフ軍は3000名前後の民兵隊から組織された。彼らは狩猟を行うベルベル人伝統の高い射撃能力に加え、勇猛で知られた士気の高さを併せ持っていた。更に彼らを率いたアブド・アルカリームは第一次世界大戦の戦術を学習した優れた指揮官でもあり、優れた戦いぶりを示した。戦いが部族側有利に傾くにつれ軍への志願者が増えていき、スペイン軍側は最終的には8万人を越していたと主張している。

### 侵攻初期
スペイン軍は初め、既に確保された地域から東を征服しようと試みたが、これは1920年にリーフ軍の抵抗で頓挫している。
続く1921年7月から8月のアンワールの戦いでは、マヌエル・シルベストロ、フェリペ・ナバーロ及びガブリエル・モラレス率いる主力軍が攻勢を開始したがアブド・アルカリーム率いる少数のリーフ軍に包囲殲滅され、13,363名の死傷者を出して退却した。指揮官シルベストロは敗走の最中に失踪、フェリペ・ナバーロは兵士と共に降伏した。
優位を得たリーフ軍はスペイン領モロッコの大都市メリリャに迫ったが、スペイン軍はスペイン外人部隊とリーフ地方ベルベル人と対立するベルベル人部族でこれを辛うじて阻止した。アンワールの大勝で名声を得たアブド・アルカリームは、1921年9月18日に占領地においてリーフ地方ベルベル人の独立とリーフ共和国の樹立を宣言し、大統領に選出された。優良な資源を持つリーフ共和国はソ連から国家として承認を受け、また物資援助を約束されるなど国家としての体制を急速に整えていった。これに対しスペインは大幅な増援を派遣して攻勢に転じたがシャウエンの戦いで再び大敗し、モロッコからの全面撤退などが検討され始めていた。

### フランス参戦
当初、スペイン軍のモロッコでの苦戦をフランスは静観していたが、本格的にスペインが押され始めると、1924年5月に前線に軍部隊を展開した。これはあくまで国境警備程度の意味合いに過ぎなかったが、1925年春にフェズへの補給面の問題などからリーフ軍はフランス領モロッコに攻撃を仕掛け、フランス軍側に多くの死傷者が発生した。これに激怒したフランス政府はリーフ共和国に宣戦布告し、30万名を越す大軍を北部沿岸部から上陸させて北部モロッコに侵入した（Batalla de Uarga）。圧倒的なフランス軍の攻勢の前にリーフ軍は大きな損害を蒙り、戦力が削がれていった。

### アル・ホセイマ上陸
1925年9月8日、スペイン軍はリーフ共和国の首都近辺のアル・ホセイマに上陸、フランシスコ・フランコ率いる外人部隊の奮戦で上陸に成功、その後リーフ軍の大規模な反撃を受けるが毒ガス（マスタードガス）の投下によってこれを破った（Chemical weapons in the Rif War）。

### 戦争終結
首都陥落などからこれ以上の継戦が難しいと判断したアブド・アルカリームは、最後の望みを掛けてテトゥアン市へ攻勢を仕掛けた。この攻撃はスペイン軍外人部隊に損害を与え、指揮官ホセ・ミリャン・アストレイを負傷させたが、もはや形勢は変わらなかった。アルカリームはそもそもの敵であったスペインではなくフランス政府に対して降伏を宣言し、武装解除に応じた。降伏の際に捕らえられていたスペイン兵の捕虜は兵士に関しては解放されたが、士官は戦争の報復として処刑されていた。
フランス政府は占領したモロッコ北部をスペインに返還する一方で、スペイン政府の要求を退けてアブド・アルカリームを死刑ではなくインド洋のフランス領レユニオンへ流刑罪にした。

## 関連文献
- David S. Woolman, Rebels In The Rif: Abd El Krim and the Rif Rebellion, Stanford University Press, 1968

## 関連作品
- 『レジョネア 戦場の狼たち』 1998年 アメリカ映画